# King David Hotel

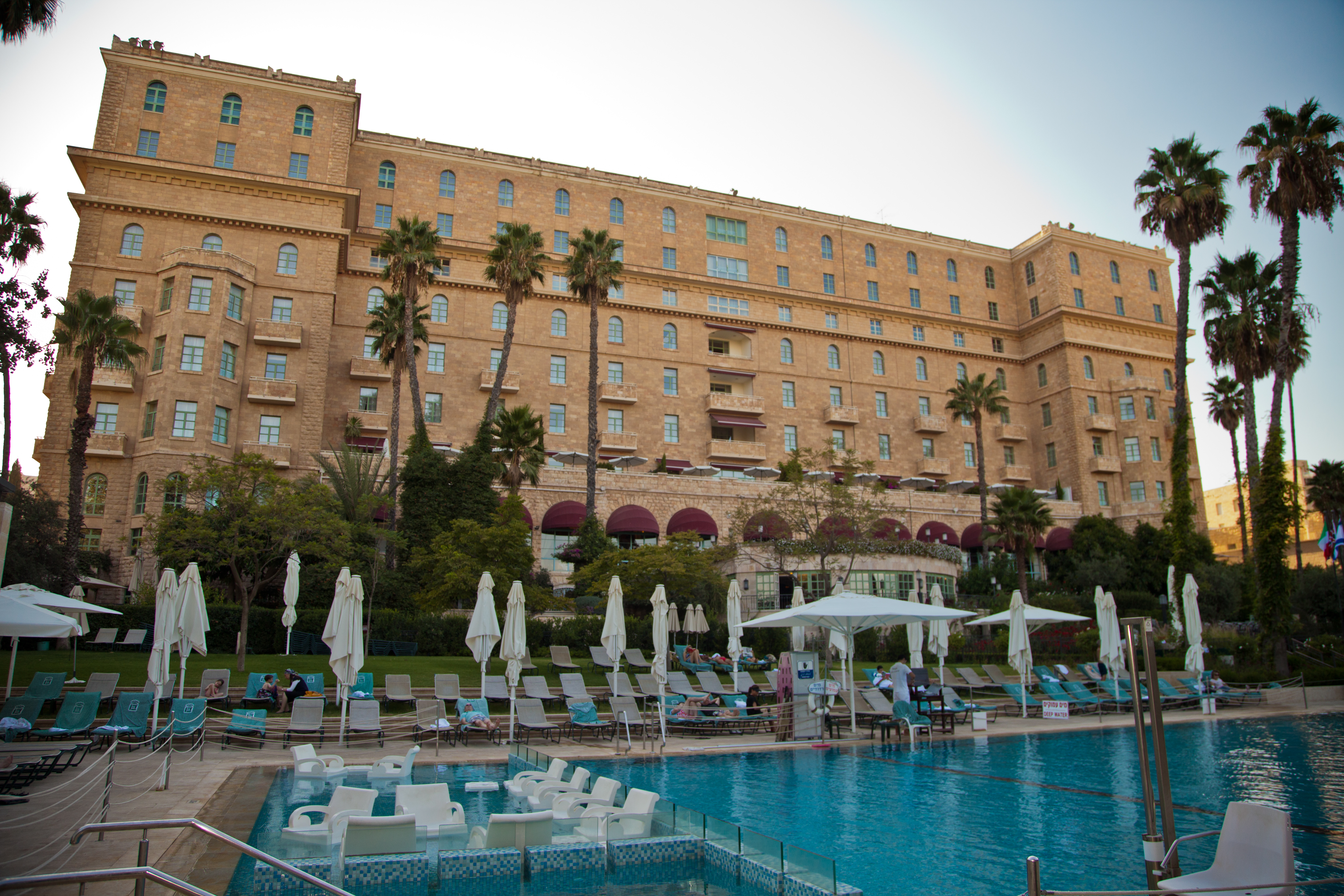
King David Hotel

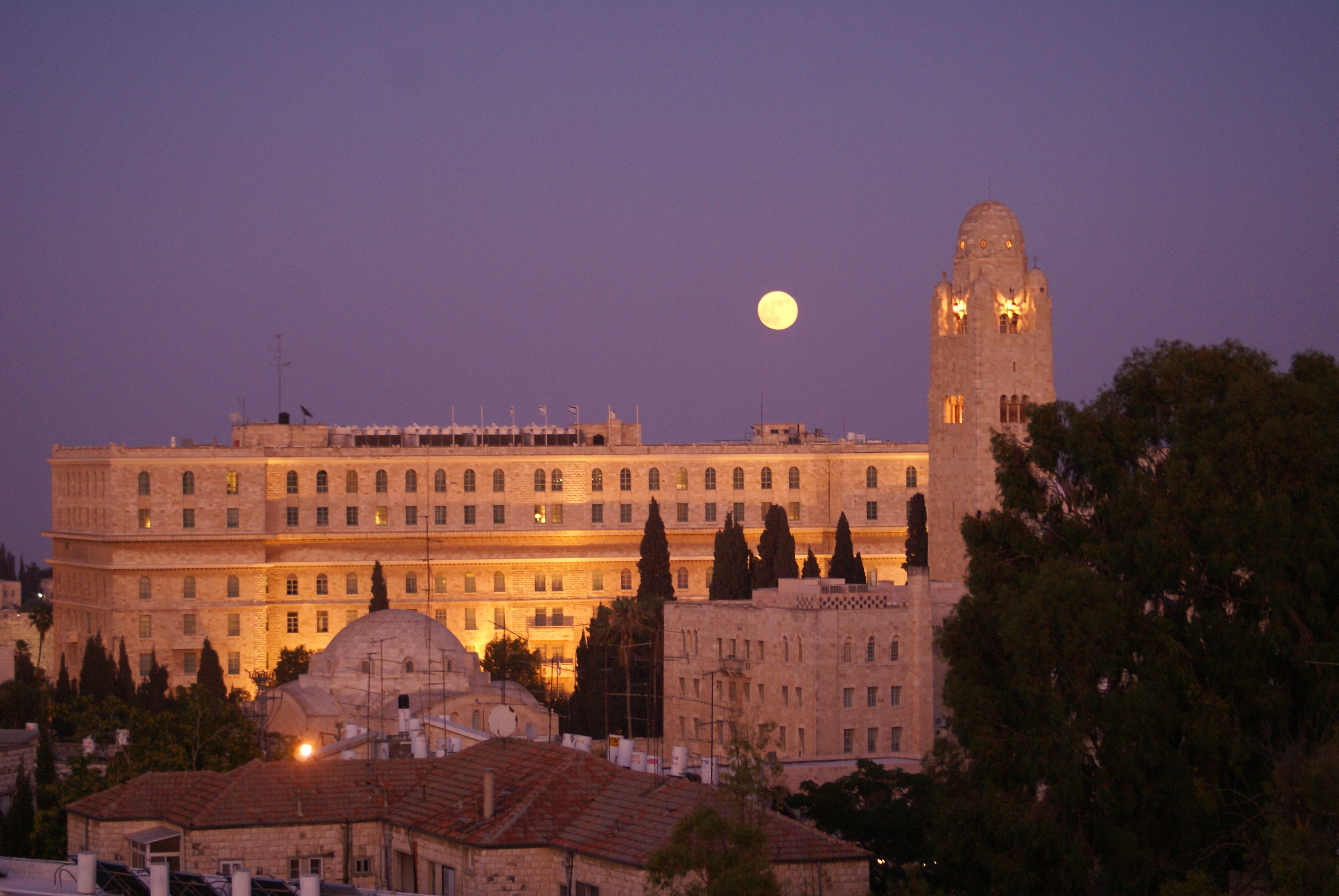
Das Hotel mit dem Jerusalem International YMCA im Vordergrund

The King David, hebräisch מְלוֹן הַמֶּלֶךְ דָּוִד Məlōn ha-Melech David, ist ein Grand Hotel in Jerusalem. Es gehört zu den Leading Hotels of the World. Das Haus der Luxusklasse befindet sich neben der Montefiore-Windmühle und dem Jerusalem International YMCA auf einer Anhöhe über dem Bloomfield Garden im Stadtteil Talbiyeh, westlich des Jaffators.

## Geschichte
Das Haus wurde von der Palestine Cooperation von Sir Robert Waley Cohen gegründet. An der Gesellschaft war zur Hälfte der Bankier Ezra Mosseri, ein jüdischer Ägypter, beteiligt. Weitere 46 % der Anteile hielten andere Kairioter, den Rest die private National Bank of Egypt. Das Hotel wurde 1929 bis 1931 nach Plänen Emil Vogts (Bau) und Gustave-Adolphe Hufschmids (Innenarchitektur) unter der Bauleitung Benjamin Chaikins erbaut. Vogt hatte 1925 ein Hotel in Luxor gebaut. Das King David Hotel ging dann unter Leitung Karl Albert (Charles) Bählers (1868–1937), des im Ägyptentourismus erfolgreichen Hoteliers, in Betrieb. Der Neubau verdrängte das bald zum Bürogebäude umgebaute Palace Hotel vom Rang der edelsten Adresse der Stadt. Aus zionistischer Sicht galt dies als politischer Erfolg, denn das Palace Hotel gehörte dem Obersten islamischen Rat, gebaut wurde dieses jedoch von Juden und Arabern gemeinsam.
Das King David beherbergte bald mehrere Monarchen, so 1931 König Alfons XIII. von Spanien, 1936 den exilierten Haile Selassie von Abessinien, 1942 Georg II. von Griechenland. Und, wie der Historiker Simon Sebag Montefiore schreibt, „Gauner, Höflinge, Faulenzer, Magnaten, Zuhälter, Gigolos, Kurtisanen, Filmstars und Spione“. 1936 kam die britische Peel-Kommission hier unter. 1942 logierte hier auch die arabische Sängerin Asmahan. Der Brite Richard Crossman, MP der Labour Party und auf Anweisung von Franklin D. Roosevelt als Teil des Anglo-amerikanischen Untersuchungskomitees auf Dienstreise in Jerusalem, beklagte: „die Atmosphäre [war] grässlich, überall saßen Privatdetektive, zionistische Agenten, arabische Scheichs, Sonderkorrespondenten herum und beobachteten sich gegenseitig.“

### Der Anschlag vom 22. Juli 1946
Weltweit bekannt wurde das Hotel durch den Bombenanschlag am 22. Juli 1946 durch die von Menachem Begin geführte radikal-zionistische Terrororganisation Irgun. Das Hotel beherbergte damals Abteilungen der britischen Mandatsregierung und Büros des Generalstabs der britischen Armee für Palästina. Der größte Teil des Komplexes wurde aber immer noch als Hotel genutzt. Ursprünglich war der Anschlag auf das Hotel ein Plan mehrerer jüdischer Untergrundorganisationen im Rahmen der „Jüdischen Rebellion“ gegen die britische Mandatsmacht. Jedoch zogen sich Haganah und Palmach nach der „Operation Agatha“ der Palestine Police und britischer Truppen aus den Vorbereitungen des Anschlags zurück. Auf Drängen von Chaim Weizmann versuchte Mosche Sneh vergeblich, den Anschlag zu stoppen. Von nun an plante die Irgun den Anschlag allein. Das Criminal Investigation Department der Palestine Police hatte seit längerer Zeit Hinweise darauf, dass das Hotel angegriffen werden sollte. Obwohl der Chef der Polizei auf eine Verstärkung der Sicherheitsmaßnahmen drängte, war das einzige Resultat eine Verstärkung der Stacheldrahtumzäunung.

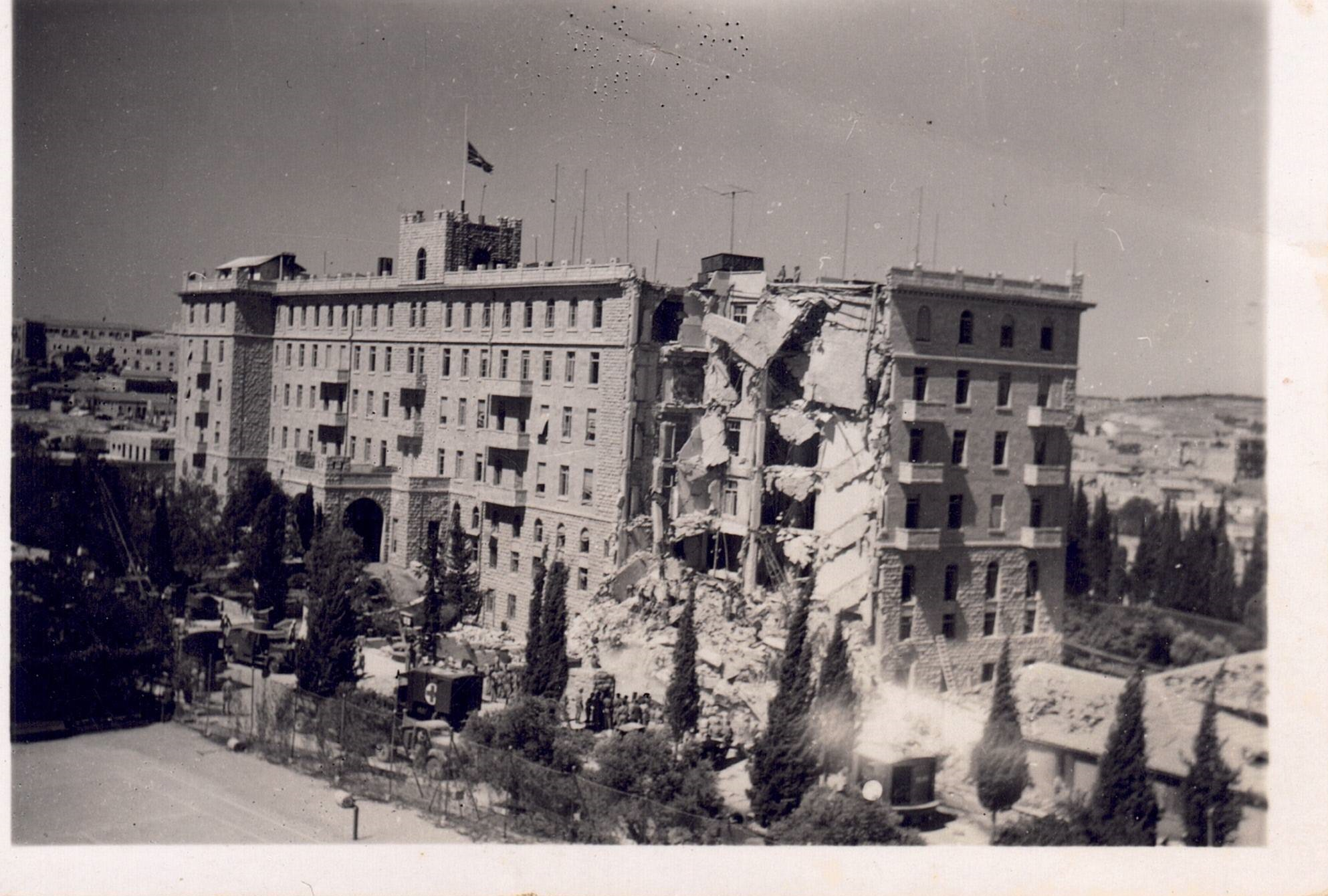
Nach dem Bombenanschlag (1946)

#### Angriff
Am späten Vormittag des 22. Juli fuhr eine Gruppe als arabische Arbeiter verkleideter Irgun-Mitglieder zum Lieferanteneingang des Hotels und lud mehrere Milchkannen gefüllt mit Sprengstoff ab. Von dort brachten sie die Milchkannen in ein Restaurant im Untergeschoss – mindestens 350 kg Sprengstoff. Dabei mussten sie am Dienstraum der Royal Signals vorbei. Ein Offizier der Royal Signals trat aus dem Raum, wahrscheinlich um zu erfahren, was der Lärm sollte. Er wurde sofort von einem der Angreifer niedergeschossen, ebenso wie ein Polizist, der ihm zu Hilfe eilte.
Der weitere Verlauf ist unübersichtlich. Es gibt Zeugenaussagen, die von einer kleinen Explosion im Vorfeld berichten, andere von zwei Explosionen. Die Polizei vermutete, dass dies zu einem Ablenkungsmanöver gehörte. Diese Explosion rettete das Leben vieler Menschen, die aus dem Hotel auf die Straße liefen, um zu sehen, was geschehen war. Nach dem offiziellen Bericht des Hauptquartiers (HQ) der britischen Streitkräfte in Palästina vom 23. Juli 1946 fand eine Detonation um 12:25 Uhr statt. Zur gleichen Zeit wussten die britischen Sicherheitskräfte im und am Hotel bereits, dass zwei ihrer Kameraden im Untergeschoss niedergeschossen worden waren.
Um 12:20 Uhr, so der offizielle Bericht des HQ vom 23. Juli, verließ die Gruppe der Irgun das Hotel, um zu fliehen. Es kam nun zum Schusswechsel zwischen herbeieilenden britischen Sicherheitskräften und den Kämpfern der Irgun. Hierbei wurde einer der Angreifer, Aharon Abramowitsch, getötet und zwei weitere verletzt. Um 12:37 Uhr erfolgte die Explosion des Sprengsatzes im Untergeschoss.

#### Telefonische Warnung
Von Anfang an bestanden die Irgun und ihr Anführer Menachem Begin darauf, die Sicherheitskräfte rechtzeitig über den Anschlag informiert zu haben. Man habe telefonisch drei Mitteilungen abgesetzt: eine an die Zeitung The Palestine Post, eine an das französische Generalkonsulat, das ungefähr 200 Meter Luftlinie vom Hotel entfernt liegt, und eine an das Hotel direkt. Edward Horne, der von 1941 bis 1946 Polizist in Palästina war, versucht in seinem Buch A Job Well Done, die Ereignisse darzustellen, wie sie sich der Polizei zufolge zugetragen haben. 
Es gab drei Anrufe. Der erste traf bei der Palestine Post um 12:35 Uhr ein. Eine Frauenstimme warnte vor einer Explosion und forderte die Evakuierung des Hotels, da eine Explosion bevorstünde. Die Zeitung hat die Sicherheitskräfte informiert. Die Polizei reagierte, indem sie die Telefonzentrale des Hotels anrief. Der zweite Anruf ging beim französischen Generalkonsulat ein. Die Polizei konnte eine Person ermitteln, die sich erinnerte, eine Nachricht erhalten zu haben. Zu welchem Zeitpunkt konnte die Person nicht sagen. Eine Frauenstimme, die vorgab von der Irgun zu sein, habe irgendetwas von einer Bombe gesagt. Man nahm den Anruf wohl nicht zu ernst, entschloss sich aber, die Fenster zu öffnen und sich von den Fenstern fernzuhalten. Die britischen Behörden wurden nicht informiert. Der dritte Anruf erfolgte an das Hotel direkt. Die Uhrzeit konnte die Polizei nicht feststellen. Die Telefonzentrale des Hotels konnte sehr wahrscheinlich den zuständigen Sicherheitsoffizier nicht finden, der mit seinen Leuten versuchte, der Unruhe im Hotel auf den Grund zu gehen.

#### Bergung
Nach der Explosion wurde umgehend das Gebiet um das Hotel abgesperrt und später eine Ausgangssperre verhängt. Pioniere der britischen Armee mit schwerem Gerät sowie einzelne Personen suchten in den Trümmern nach Überlebenden.

#### Die Opfer
Mit Entsetzen verfolgte die Öffentlichkeit die steigende Anzahl von Getöteten, Verwundeten und Vermissten. Die Angaben hierüber gehen jedoch auseinander. Einige Quellen sprechen von 91 Todesopfern, andere von 92, 93 und sogar 176. Ebenso gehen die Angaben über die Nationalität der Opfer auseinander. Es ist von 16 oder 28 getöteten Briten (jüdische Briten mitgezählt), von 17 oder einem Drittel getöteter Juden aus dem Jischuv die Rede. Die Zahl der arabischen Opfer wurde mit 41 angegeben. Die Opfer waren überwiegend Zivilisten. Keines der Opfer der Bombenexplosion war aktiver britischer Soldat. Es befanden sich 5 Mitarbeiter des britischen Geheimdiensts MI5 unter den Toten. 46 Menschen wurden verletzt.

### Nach 1948
Die Briten bauten das bisherige Hotel zur Festung aus, bevor sie es am 14. Mai 1948, kurz vor Ende der Mandatszeit, räumten. Kurzzeitig wurde es während der Kämpfe um Jerusalem von der israelischen Armee genutzt, am Ende des Ersten Arabisch-Israelischen Krieges überblickte das King David Hotel von israelischer Seite aus das Niemandsland an der Waffenstillstandslinie Richtung Altstadt.
1957 kaufte die aus Chemnitz stammende deutschjüdische Familie Federmann das Hotel. Die Brüder Jekuthi'el 'Xiel' und Samuel Federmann machten aus der „Ruine mit Einschusslöchern“, die sie vorfanden, ein Luxushotel. Nach der Eroberung Ost-Jerusalems durch Israel im Sechstagekrieg 1967 wurde es wiedereröffnet. Das Hotel bildete den Grundstein für die Dan Hotels of Israel. Heute gehört es zu Israels führenden 5-Sterne-Hotels. Es ist eines der Gründungsmitglieder der The Leading Hotels of the World. Israel veranstaltete 2006 zum 60. Jahrestag des Anschlags auf das Hotel eine Gedenkveranstaltung, wogegen die britische Botschaft protestierte.

## Audio
- Anschlag in Jerusalem 1946 Die Bombe im King David Hotel wirft noch immer Fragen auf, Deutschlandfunk Kalenderblatt, 22. Juli 2021

## Film
Der Anschlag wird im Film Exodus von einem Passagier des Schiffes „Exodus“, gespielt von Sal Mineo, ausgeführt, während die Fahrt der realen Exodus erst im Juli 1947 stattfand und die Passagiere nicht an Land durften.